# Przepiórki w płatkach róży (film)
Przepiórki w płatkach róży (hiszp. Como agua para chocolate) – meksykański melodramat z 1992 w reżyserii Alfonso Araua. Jest ekranizacją popularnej powieści, wydanej trzy lata wcześniej przez żonę reżysera i zarazem scenarzystkę filmu, Laurę Esquivel.

## Opis fabuły
Film rozgrywa się na meksykańskiej prowincji na początku XX wieku. Pedro i Tita zakochują się w sobie, lecz nie mogą się pobrać ze względu na tradycję, która nakazuje Ticie – jako najmłodszej córce – pozostać w domu u boku swej matki aż do dnia jej śmierci, aby starsza kobieta nie została bez opieki. Aby być jak najbliżej ukochanej, Pedro poślubia więc jej starszą siostrę.

## Obsada
- Lumi Cavazos jako Tita
- Marco Leonardi jako Pedro
- Regina Torné jako matka Tity
- Ada Carrasco Nacha jako Nacha
- Yareli Arizmendi jako Rosaura
- Mario Iván Martínez jako doktor John Brown
- Margarita Isabel jako Paquita

## Nagrody
Film okazał się zdecydowanym triumfatorem ceremonii rozdania Arieli – najważniejszych meksykańskich nagród filmowych – za rok 1992. Otrzymał Złotego Ariela dla meksykańskiego filmu roku, a także nagrody w 9 innych kategoriach: dla najlepszego aktora (Marco Leonardi), aktorki (Regina Torné), aktorki drugoplanowej (Claudette Maillé), aktorki epizodycznej (Margarita Isabel), za zdjęcia, reżyserię, scenografię, scenariusz i dekoracje. Łącznie otrzymał 14 nominacji do tych nagród.
Ponadto był nominowany do nagrody BAFTA i Złotych Globów w kategorii najlepszego filmu obcojęzycznego, a także do nagrody Goya dla najlepszego hiszpańskojęzycznego filmu zagranicznego.